# Kralovice (Plzeň)
Kralovice é uma cidade checa localizada na região de Plzeň, distrito de Plzeň-sever.